# Cantharellus ferruginascens
Espèce
Cantharellus ferruginascens, la Girolle ferrugineuse, est une espèce de la famille des Hydnaceae.

## Systématique
Le nom scientifique complet (avec auteur) de ce taxon est Cantharellus ferruginascens P.D.Orton.
Ce taxon porte en français le nom vernaculaire ou normalisé suivant : girolle ferrugineuse.
Cantharellus ferruginascens a pour synonyme :
- Cantharellus cibarius var. ferruginascens (P.D.Orton) Courtec.